# Jewgeni Alexandrowitsch Gorodow
Jewgeni Alexandrowitsch Gorodow (russisch Евгений Александрович Городов; * 13. Dezember 1985 in Barnaul) ist ein russischer Fußballtorwart.

## Karriere
Gorodow begann seine Karriere bei Dynamo Barnaul. Zur Saison 2004 rückte er in den Kader der ersten Mannschaft des Drittligisten. Zur Saison 2006 wechselte er zum Erstligisten Tom Tomsk, für den er jedoch nur einmal im Pokal spielte. Zur Saison 2008 kehrte er leihweise nach Barnaul zurück, das inzwischen in die Perwenstwo FNL aufgestiegen war. Sein Debüt in der zweithöchsten Spielklasse gab er im März 2008 gegen Ural Jekaterinburg. Bis Saisonende kam er zu 16 Einsätzen für Dynamo, mit dem Verein stieg er jedoch aus der zweiten Liga ab.
Zur Saison 2009 wurde Gorodow an den FK Tschita weiterverliehen. In Tschita kam er während der Leihe zu 24 Zweitligaeinsätzen, allerdings stieg auch dieser Verein aus der zweiten Liga ab. Zur Saison 2010 folgte die dritte Leihe, diesmal schloss er sich Schinnik Jaroslawl an. Für Schinnik kam er in allen 38 Zweitliga-Saisonspielen zum Einsatz. Zur Saison 2011/12 kehrte er nicht mehr nach Tomsk zurück, sondern wechselte zum Erstligisten FK Krasnodar. Sein Debüt in der Premjer-Liga gab er im März 2011 gegen Anschi Machatschkala. Gorodow begann die Spielzeit in Krasnodar als Stammtorwart, verlor jedoch ab Oktober 2011 (nach 25. Spieltagen) seinen Platz an Igor Usminski. In der Winterpause verpflichtete Krasnodar noch einen Torwart, den georgischen Teamspieler Nukri Rewischwili, gegen den sich sowohl Gorodow als auch Usminski nicht durchsetzen konnte. Zwar löste Gorodow Usminski als zweiten Tormann ab, nach der Winterpause kam er dennoch nur einmal zum Einsatz. In seiner ersten Erstligasaison kam er insgesamt zu 23 Saisoneinsätzen.
In der Saison 2012/13 kam Gorodow zu keinem Einsatz mehr, hinter Rewischwili und den Neuzugängen Alexander Filzow und Andrei Sinizyn war er nur vierte Wahl. Daraufhin wechselte er zur Saison 2013/14 zum Ligakonkurrenten Terek Grosny. In Tschetschenien startete er als Stammtorwart und kam zu elf Saisoneinsätzen, ehe er ab Oktober 2013 bis Saisonende verletzt ausfiel. Zur Saison 2014/15 war er zwar wieder genesen, verlor jedoch seinen Platz im Tor Grosnys an Jaroslaw Hodsjur. So kam er 2014/15 nur zweimal zum Einsatz. Im September 2015 verdrängte er schließlich Hodsjur und sicherte sich seinen Stammplatz, den er auch in den folgenden Jahren behalten sollte. In der Saison 2015/16 kam er zu 22 Einsätzen, in der Saison 2016/17 zu 28. In der Spielzeit 2017/18 machte er für den nun Achmat Grosny genannten Verein 20 Erstligapartien, in der Saison 2018/19 29. In der Saison 2019/20 absolvierte er 25 Matches in der Premjer-Liga.
Nach sieben Jahren in Grosny kehrte Gorodow zur Saison 2020/21 nach Krasnodar zurück. In der Saison 2020/21 kam er als Ersatztormann hinter Matwei Safonow zu vier Einsätzen, in der Saison 2021/22 absolvierte er eine Partie. Nach der Saison 2021/22 verließ er Krasnodar wieder.